# Rijksgraafschap Gronsveld
Gronsveld was een tot de Nederrijns-Westfaalse Kreits behorende heerlijkheid, later rijksgraafschap binnen het Heilige Roomse Rijk. De heren van Gronsveld zetelden aanvankelijk in het kasteel van Gronsveld, vanaf eind zestiende eeuw in toenemende mate in Duitsland.

## Kerngebied

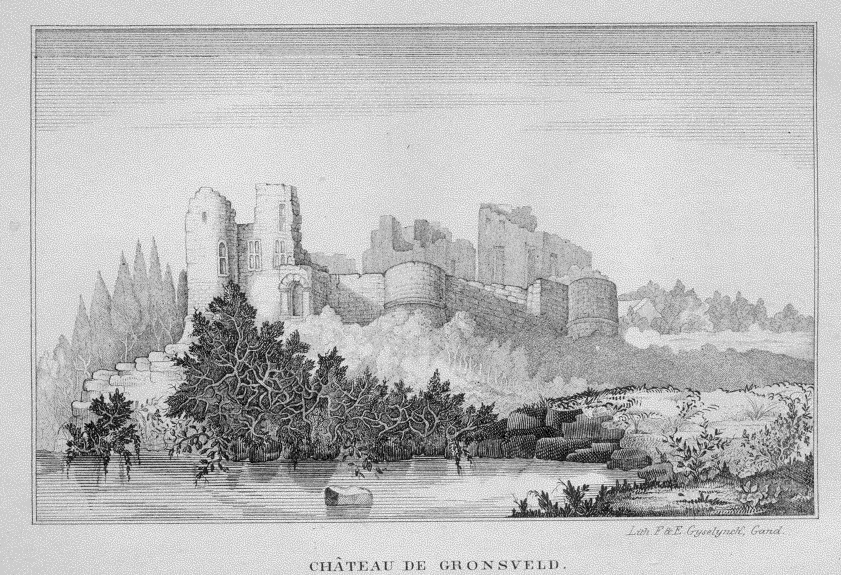
Ruïne van het kasteel Gronsveld rond 1827 door Alexander Schaepkens.

Het graafschap heeft in de loop der tijden een wisselende uitgestrektheid gekend en bestond aan het einde van het ancien régime (1795) nog uit de dorpen Gronsveld en Honthem en de noordelijke helft van Eckelrade. Daarbij moet bedacht worden dat de buurtschap Heugem, inmiddels een buitenwijk van Maastricht, nog tot 1920 bij Gronsveld hoorde. De noordgrens van het graafschap wordt heden ten dage nog gemarkeerd door de torenmolen van Gronsveld, een grafelijke banmolen aan de oude rijksweg.

## Geschiedenis
Sinds de elfde eeuw ontstaat er een heerlijkheid rond Gronsveld in de huidige gemeente Eijsden-Margraten. Door het huwelijk van Catharina van Gronsveld met Dirk I van Bronckhorst-Gronsveld komt de heerlijkheid Gronsveld in het bezit van het adellijke Gelderse geslacht Bronkhorst-Batenburg. Na de dood van Dirk I van Bronkhorst in 1451 werden zijn bezittingen onder zijn vier zoons verdeeld, waarbij Gronsveld aan Hendrik I van Bronckhorst-Gronsveld (overleden 1496) valt. Onder zijn zoon Dirk II van Bronckhorst-Gronsveld wordt Gronsveld op 24 juni 1498 door keizer Maximiliaan I tot baronie verheven.
Op 29 september 1586 wordt de baronie door keizer Rudolf II tot rijksgraafschap verheven met stem en zetel in de Rijksdag en op de Nederrijns-Westfaalse Kreisdag. Hiermee heeft Gronsveld dezelfde juridische status als bijvoorbeeld het hertogdom Brabant of het graafschap Holland.
De laatste graaf van Gronsveld uit het geslacht Bronkhorst is Johan Frans, die uit zijn huwelijk met Maria Anna Törring-Jettenbach alleen een vroeg overleden dochter heeft, zodat zijn weduwe de erfgename is. Maria Anna hertrouwt met Claude Nicolas, graaf van Arberg-Valengin. De dochter uit dit tweede huwelijk, Marie Josephe, comtesse d'Arberg-Valangin (overleden 1754) wordt de erfgename van het graafschap Gronsveld. Zij trouwt echter binnen de familie van haar moeder met Maximiliaan Emmanuel van Törring-Jettenbach, zodat het graafschap tot de opheffing in het bezit van de familie Törring komt. Met de komst van de Franse troepen in 1795 worden alle vorsten van de linker Rijnoever verdreven. Er komt er een einde aan het rijksgraafschap en Gronsveld wordt deel van de Franse Republiek.
In de Reichsdeputationshauptschluss (paragraaf 24) van 25-2-1803 wordt Gronsveld vermeld. De graven van Törring krijgen ter compensatie voor het verlies van Gronsveld de abdij Gutenzell. De graven van Törring-Gronsveld worden graaf van Törring-Gutenzell. Erg lang heeft dit zelfstandige rijksgraafschap niet bestaan, want in de Rijnbondsacte van 12 juli 1806 wordt in artikel 24 het graafschap Gutenzell onder de soevereiniteit van het koninkrijk Württemberg gesteld: de mediatisering.

### Heren en graven van Gronsveld
De oudst bekende vertegenwoordigers van het geslacht van de heren van Gronsveld zijn: Willem, edelman van Gronsveld (Wilhelmus vir nobilis de Gronsele), gehuwd met Lutgardis van Houffalize (Erfvrouwe van Gronsveld en dochter van Thiery I, heer van Gronsveld en Houffalize, en Ludgard van Elsloo). Het wapen van Gronsveld laat hier in het eerste en vierde kwartier vier lelies zien en in het tweede en vierde kwartier drie lelies. Een zilveren lelie op rode achtergrond was het oude wapen van Houffalize. De Willem die wordt genoemd in een akte uit 1241 was Willem II van Stolberg was in het bezit van Gronsveld. Rutger en zijn broer Reinaard van Gronsveld (zonen van Willem) komen voor in een akte van 18 juni 1285 waarin Hendrik, Graaf van Kessel, in zijn rol van procureur van het convent van Gladbach instemt met de aanschaf door het convent van een stuk land, gelegen in Westrich in de parochie van Keyenburg, waarvan 30 morgen toebehoorden aan genoemde Rutger (triginta vero fuerant Rutgeri filii Reynardi militis de Grunseilt). Van Rutger zijn geen kinderen bekend. Reiner III, gehuwd met Beatrix van Wassenberg, heeft een dochter Ludgardis (erfdochter van Gronsveld) en zij huwt met Hendrik van Haesdal uit het geslacht van Limburg (Heer van Haesdal en Gronsveld, Raadsheer van St. Gerlach) en uit dit huwelijk komt Hendrik I van Gronsveld voort. Ridder Johan, heer van Gronsveld schenkt in 1304 diverse onroerende goederen gelegen in Sint-Pieters-Voeren aan de balie van de ridders van de Duitse Orde in Alden Biesen. Met deze Ridder Johan vangt de geregelde stamreeks van het geslacht Van Gronsveld aan en hij wordt gemakshalve als Johan I aangeduid. Onderstaand overzicht is gebaseerd op het proefschrift van Jacques van Rensch.

#### Huis Gronsveld
| regering     | naam                              | geboren                           | overleden          | familie | opmerkingen |
| ------------ | --------------------------------- | --------------------------------- | ------------------ | ------- | --- |
| 1237? - 1255 | Wilhelm van Gronsveld en Stolberg |                                   | voor 1258          |         | |
| 1255 - 1261? | Reiner van Gronsveld en Stolberg  |                                   |                    | zoon    | |
| circa 1271   | Johan I van Gronsveld             |                                   |                    |         | |
| 1256 - 1285  | Rutger van Gronsveld (onzeker)    |                                   |                    |         | |
| 1282 - 1326? | Johan II van Gronsveld            | circa 1270? (in 1281 minderjarig) | vóór 1326          |         | |
| 1326 - 1374  | Hendrik I van Gronsveld           |                                   | kort na 1374       | zoon    | burggraaf van Limburg 1338 - 1350                                                                                  |
| 1349 - 1386  | Johan III van Gronsveld           |                                   | 25 augustus 1386   | zoon    | sinds 1375 heer van Eijsden, Cadier en Heiden, te eniger tijd landdrost van Limburg; overleed kinderloos           |
| 1386 - 1404  | Hendrik II van Gronsveld          |                                   | voor 12 april 1404 | broer   | |
| 1404 - 1444  | Hendrik III van Gronsveld         |                                   | 7 maart 1474       | zoon    | Heer van Rimburg, zijn dochter Catharina Johanna van Gronsveld huwt in 1425 met Diederik van Bronckhorst-Batenburg |

#### Huis Bronckhorst
| regering                             | naam                                        | geboren          | overleden         | familie                      | opmerkingen |
| ------------------------------------ | ------------------------------------------- | ---------------- | ----------------- | ---------------------------- | --- |
| 1444 - 1451                          | Diederik I van Bronckhorst-Batenburg        | circa 1400       | 27 november 1451  | schoonzoon                   | heer van Bronckhorst, Batenburg, Anholt en Rimburg |
| 1451 - 1496                          | Hendrik I van Bronckhorst-Batenburg         |                  | 1493              | zoon                         | heer van Rimburg |
| 1496 - 1508                          | Diederik II van Bronckhorst-Batenburg       |                  | 12 november 1508  | zoon                         | 1e Reichsfreiherr (vanaf 1498); tevens heer van Rimburg |
| 1508 - 1559                          | Johan I van Bronckhorst-Batenburg           |                  | 7 juli 1559       | zoon                         | vanaf 1498 heer van Rimburg |
| 1559 - 1563                          | Willem van Bronckhorst-Batenburg            | 1520?            | 31 maart 1563     | zoon                         | heer van Rimburg en Alpen |
| 1563 - 1588                          | Joost van Bronckhorst-Batenburg             | voor 1564        | 1588              | zoon                         | 1e graaf (vanaf 1586); tevens heer van Rimburg en Alpen |
| 1588 - 1617                          | Johan II van Bronckhorst-Batenburg          |                  | 20 juni 1617      | broer                        | heer van Rimburg, Honnepel en Alpen |
| 1617 - 1662                          | Joost Maximiliaan van Bronckhorst-Batenburg | 22 november 1596 | 24 september 1662 | zoon                         | heer van Rimburg (tot 1640) |
| 1617 - 1641 (medeheer)               | Otto Wilhelm van Bronckhorst-Batenburg      | circa 1600       | 1650/51           |                              | |
| 1662 - 1673/77 (voogdes en regentes) | Anna Christina von Hardenrath               |                  | 1692              | weduwe van Joost Maximiliaan | |
| 1673 - 1719                          | Johan Frans van Bronckhorst-Batenburg       | 1639             | 8 april 1719      | zoon van Joost Maximiliaan   | tevens veldmaarschalk en keizerlijk Hofkriegsrat; tussen 1684-1693 regelmatig waargenomen door zijn broer Otto Wilhelm van Bronckhorst-Batenburg, jezuïet en wijbisschop van Münster en Osnabrück |

#### Huis Törring-Jettenbach
| regering       | naam                                       | geboren          | overleden        | familie                      | opmerkingen |
| -------------- | ------------------------------------------ | ---------------- | ---------------- | ---------------------------- | --- |
| 1719 - 1721/31 | Maria Anna von Törring-Jettenbach          | 1692             | 1730             | echtgenote van Johan Frans   | Huis Törring-Jettenbach |
| 1721 - 1731    | Claude Nicolas d'Arberg Valengin           |                  | 1731             | 2e echtgenoot van Maria Anna | van 1723 tot circa 1732 was Jean Gathoye pachter (admodiateur) van de heerlijke rechten over Gronsveld |
| 1731 - 1746/54 | Maria Josepha Nepomucena d'Arberg Valengin | 1722             | 1754             | dochter                      | kinderloos |
| 1746/54 - 1773 | Maximiliaan Emanuel van Törring-Jettenbach | 15 november 1715 | 13 maart 1773    | echtgenoot                   | kinderloos |
| 1773 - 1795    | August Joseph von Törring-Jettenbach       | 10 augustus 1728 | 21 augustus 1802 | broer                        | zijn zoon Joseph August von Törring-Jettenbach (1753-1826) ontving in 1803 in het kader van de Reichsdeputationshauptschluss de geseculariseerde rijksabdij Gutenzell als schadeloosstelling voor het graafschap Gronsveld |

## Historiografie
Het is lastig de geschiedenis van het graafschap Gronsveld en zijn heren volledig te beschrijven. Het archief is geografisch zeer verspreid geraakt, weinig geïnventariseerd en voor sommige periodes ook onvindbaar. Een lichtpunt in deze is de aanwezigheid van de zeer uitgebreide verslaglegging gedurende de 18e eeuw door de rentmeester aan zijn in München verblijvende broodheer, waaruit onder andere door de heemkundige vereniging Grueles uit Gronsveld wordt gepubliceerd.
Daarnaast zijn er in de 19e en begin 20e eeuw een aantal boeken en publicaties verschenen, waarvan de voornaamste zijn:
- Quix, Christian: Schloss und ehemalige Herrschaft Rimburg, die Besitzer derselben, vorzüglich die Grafen und Freiherren von Gronsfeld, nebst den umliegenden Dörferen, Aken 1835.
- Hanssen, H.: Die Rimburg, Aken 1912
- Wolters, M.J.: Recherges sur l'ancien comté de Gronsfeld, Gent 1854

Op 21 oktober 2015 promoveerde Jacques van Rensch, inwoner van Gronsveld en archivaris bij het Regionaal Historisch Centrum Limburg, op een proefschrift over het zonneleen Gronsveld. Dit werk brengt gegevens uit een groot aantal bronnen tezamen en is in 2017 als publieksversie verschenen. Door zijn bemiddeling is in de loop der jaren een groot deel van het 'Gronsveldse' archief  in bezit van de huidige graaf van Törring-Jettenbach te München, op microfiche vastgelegd en in te zien bij het RHCL te Maastricht.